# Olavi Rokka
Olavi Antero „Olli“ Rokka (* 9. August 1925 in Viipuri, Karelien; † 21. Dezember 2011 in Hyvinkää) war ein finnischer Moderner Fünfkämpfer.
1952 trat er im Modernen Fünfkampf bei den Olympischen Spielen in Helsinki an und gewann im Mannschaftswettbewerb gemeinsam mit Lauri Vilkko und Olavi Mannonen die Bronzemedaille. 